# Liste des lieux patrimoniaux du comté de Northumberland (Nouveau-Brunswick)
Pour les articles homonymes, voir Liste des lieux patrimoniaux du comté de Northumberland.
Cet article recense les lieux patrimoniaux du comté de Northumberland inscrit au répertoire des lieux patrimoniaux du Canada, qu'ils soient de niveau provincial, fédéral ou municipal.

## Liste des lieux patrimoniaux
- Haut – A
- B
- C
- D
- E
- F
- G
- H
- I
- J
- K
- L
- M
- N
- O
- P
- Q
- R
- S
- T
- U
- V
- W
- X
- Y
- Z

| [ 1 ] | Lieu patrimonial                                          | Illustration                              | Communauté                  | Adresse                                     | Coordonnées        | No    | Constr.              | Prot.       | Rec. | Notes  |
| ----- | --------------------------------------------------------- | ----------------------------------------- | --------------------------- | ------------------------------------------- | ------------------ | ----- | -------------------- | ----------- | ---- | ------ |
| P     | Lieu de naufrage Girouard                                 | Téléverser                                | Alnwick                     | Baie de Miramichi                           | 47.18903 -65.08085 | 7997  |                      | LPP         | 1979 |        |
| L     | Magasin James Bean                                        | Téléverser                                | Blackville                  | 161, rue Main                               | 46.73976 -65.83103 | 9668  | 1895 et 1899 (entre) | LHL         | 2008 |        |
| L     | Magasin Schaffer                                          | Téléverser                                | Blackville                  | 136, rue Main                               | 46.73394 -65.82901 | 9670  | 1902 (vers)          | LHL         | 2008 |        |
| L     | Magasin Sturgeon                                          | Téléverser                                | Blackville                  | 163, rue Main                               | 46.74007 -65.83097 | 9648  |                      | LHL         | 2008 |        |
| L     | Maison Gerrish                                            | Téléverser                                | Blackville                  | 163, rue Main                               | 46.73994 -65.83118 | 9649  | 1925 (vers)          | LHL         | 2008 |        |
| L     | Maison Walls                                              | Téléverser                                | Blackville                  | 168, rue Main                               | 46.74067 -65.83006 | 9650  | 1900 (vers)          | LHL         | 2008 |        |
| F     | Boishébert                                                | Boishébert                                | Derby                       | Île Boishébert Pointe Wilson                | 46.9721 -65.5732   | 1169  | 1756                 | LHN         | 1930 |        |
| F     | Construction navale à l'île Beaubears                     | Construction navale à l'île Beaubears     | Derby                       | Île Boishébert Pointe Wilson                | 46.973 -65.5696    | 7650  | 1790                 | LHN         | 2001 | [ 3 ]  |
| P     | Parc Enclosure                                            | Parc Enclosure                            | Derby                       | Route 8                                     | 46.96525 -65.58233 | 7766  |                      | LPP         | 1990 | [ 3 ]  |
| P     | Pointe Wilson's                                           | Pointe Wilson's                           | Derby                       | Route 8                                     | 46.96521 -65.58268 | 8294  |                      | LPP         | 2003 | [ 4 ]  |
| L     | Cimetière de l'ancienne chapelle baptiste                 | Cimetière de l'ancienne chapelle baptiste | Doaktown                    | 405, rue Main                               | 46.55587 -66.12759 | 9699  |                      | LHL         | 2008 |        |
| L     | Église anglicane de St. Andrew                            | Église anglicane de St. Andrew            | Doaktown                    | 323, rue Main                               | 46.55399 -66.1371  | 8098  | 1892                 | LHL         | 2007 |        |
| L     | Église catholique romaine Our Lady of Lourdes             | Téléverser                                | Doaktown                    | 271, rue Main                               | 46.55142 -66.14263 | 8093  | 1906                 | LHL         | 2007 |        |
| L     | Église méthodiste de la Trinité                           | Téléverser                                | Doaktown                    | 199, rue Main                               | 46.54803 -66.1498  | 9696  | 1893                 | LHL         | 2007 |        |
| L     | Magasin Bamford                                           | Téléverser                                | Doaktown                    | 342, rue Main                               | 46.55419 -66.13516 | 9861  | 1910 (vers)          | LHL         | 2008 |        |
| P     | Maison Doak                                               | Maison Doak                               | Doaktown                    | 386, rue Main                               | 46.55494 -66.13038 | 5685  | 1825 (vers)          | LPP         | 1993 | [ 5 ]  |
| L     | Maison Doak                                               | Téléverser                                | Doaktown                    | 386, rue Main                               | 46.5551 -66.13049  | 9698  | 1825 (vers)          | LHL         | 2008 | [ 6 ]  |
| L     | Première école de Doaktown                                | Téléverser                                | Doaktown                    | 386, rue Main                               | 46.55505 -66.1304  | 9863  |                      | LHL         | 2008 | [ 7 ]  |
| L     | Résidence Akerley Holmes                                  | Téléverser                                | Doaktown                    | 245, rue Main                               | 46.54994 -66.14489 | 8101  | 1920 (vers)          | LHL         | 2007 |        |
| L     | Résidence Frank Swim                                      | Téléverser                                | Doaktown                    | 3, rue Elm                                  | 46.56062 -66.12176 | 8099  | 1889                 | LHL         | 2007 |        |
| L     | Résidence William A. Bamford                              | Téléverser                                | Doaktown                    | 2, rue Central                              | 46.55419 -66.13399 | 8094  | 1918                 | LHL         | 2007 |        |
| L     | Résidence William R. MacKinnon                            | Téléverser                                | Doaktown                    | 351, rue Main                               | 46.5547 -66.13416  | 8100  | 1925                 | LHL         | 2007 |        |
| L     | Résidence William Russell                                 | Téléverser                                | Doaktown                    | 395, rue Main                               | 46.55586 -66.12895 | 9380  | 1900                 | LHL         | 2007 |        |
| L     | Rocher de Bamford                                         | Téléverser                                | Doaktown                    | Étang Mitchell, rivière Miramichi Sud-Ouest | 46.56841 -66.08893 | 9832  |                      | LHL         | 2008 |        |
| P     | Monument du désastre d'Escuminac                          | Monument du désastre d'Escuminac          | Escuminac                   | Rue Escuminac Point                         | 47.07911 -64.88715 | 2651  |                      | LPP         | 1999 |        |
| P     | Ferme MacDonald                                           | Téléverser                                | Lower Newcastle-Russelville | 600, route 11                               | 47.09714 -65.35546 | 6244  | 1820                 | LPP         | 2003 |        |
| F     | Oxbow                                                     | Téléverser                                | Metepenagiag                |                                             | 46.9387 -65.8115   | 4299  |                      | LHN         | 1982 |        |
| F     | Tumulus Augustine                                         | Téléverser                                | Metepenagiag                |                                             | 46.9313 -65.8195   | 3998  |                      | LHN         | 1975 |        |
| P     | Ancien bureau de poste de Chatham                         | Téléverser                                | Miramichi                   | 1733, rue Water                             | 47.02998 -65.47035 | 5761  | 1895                 | LPP         | 1999 | ,      |
| L     | L'ancien palais de justice de Northumberland              | Téléverser                                | Miramichi                   | 285, rue Campbell                           | 47.00402 -65.57022 | 3106  | 1829                 | LHL         | 2004 | [ 10 ] |
| P     | Ancien palais de justice du comté de Northumberland       | Téléverser                                | Miramichi                   | 285, rue Campbell                           | 47.00391 -65.57008 | 7887  | 1829                 | LPP         | 1977 | [ 11 ] |
| P     | Ancien presbytère St. Michael's                           | Téléverser                                | Miramichi                   | 10, rue Howard                              | 47.02369 -65.46371 | 5879  | 1846                 | LPP         | 1981 | [ 12 ] |
| L     | Banque centrale                                           | Téléverser                                | Miramichi                   | 156, rue Wellington                         | 47.02834 -65.46842 | 9424  | 1856                 | LHL         | 2006 |        |
| L     | Basilique Saint Michael's                                 | Basilique Saint Michael's                 | Miramichi                   | 12, rue Howard                              | 47.02567 -65.46572 | 2737  | 1922                 | LHL         | 2004 |        |
| L     | Bureau de poste et des douanes de Chatham                 | Téléverser                                | Miramichi                   | 1733, rue Water                             | 47.03001 -65.47036 | 9411  | 1895                 | LHL         | 2005 | ,      |
| L     | Buttermilk Davey's                                        | Téléverser                                | Miramichi                   | 1760, rue Water                             | 47.02834 -65.46842 | 12075 | 1880 (vers)          | LHL         | 2008 | [ 8 ]  |
| L     | Campo Bello                                               | Téléverser                                | Miramichi                   | 1756, rue Water                             | 47.03008 -65.46985 | 12089 | 1878                 | LHL         | 2008 | [ 8 ]  |
| L     | Centre culturel W. S. Loggie                              | Téléverser                                | Miramichi                   | 222, rue Wellington                         | 47.03177 -65.46296 | 5337  | 1879                 | LHL         | 2004 |        |
| L     | Cimetière St. John's et St. Luke's                        | Téléverser                                | Miramichi                   | Rue John                                    | 47.02341 -65.47099 | 8076  | 1810                 | LHL         | 2007 |        |
| L     | Cottage Bremner                                           | Téléverser                                | Miramichi                   | 2458, rue Water                             | 47.05232 -65.44460 | 5618  | 1897                 | LHL         | 2005 |        |
| L     | Couvent St. Michael's                                     | Téléverser                                | Miramichi                   | 14, rue Howard                              | 47.02593 -65.46413 | 7697  | 1911                 | LHL         | 2005 |        |
| L     | Crockers                                                  | Téléverser                                | Miramichi                   | 130, boulevard Newcastle                    | 47.00206 -65.56462 | 8474  | 1881 (vers)          | LHL         | 2006 |        |
| L     | L'édifice Flat Iron                                       | Téléverser                                | Miramichi                   | 1698, rue Water                             | 47.02922 -65.47084 | 2766  | 1897                 | LHL         | 2004 | [ 8 ]  |
| L     | Édifice Hayes                                             | Téléverser                                | Miramichi                   | 102, rue Ellen                              | 47.00175 -65.56509 | 5270  | 1875                 | LHL         | 2005 |        |
| L     | Édifice Pallen                                            | Téléverser                                | Miramichi                   | 1704, rue Water                             | 47.02934 -65.47079 | 3023  | 1855                 | LHL         | 2004 | [ 8 ]  |
| L     | L'église anglicane de Saint Andrew's                      | Téléverser                                | Miramichi                   | 186, rue Pleasant                           | 46.99861 -65.5677  | 4073  | 1850                 | LHL         | 2004 |        |
| P     | Église anglicane St. Paul's                               | Téléverser                                | Miramichi                   | 750, rue Water                              | 47.0103 -65.53323  | 1979  | 1823                 | LPP         | 1983 | [ 14 ] |
| L     | Église anglicane St. Paul's                               | Téléverser                                | Miramichi                   | 750, rue Water                              | 47.0103 -65.53323  | 7272  | 1823                 | LHL         | 2005 | [ 15 ] |
| L     | Église catholique St. Patrick's                           | Téléverser                                | Miramichi                   | 10, promenade St. Patrick's                 | 46.97644 -65.5548  | 8067  | 1894                 | LHL         | 2007 |        |
| L     | Église unie et cimetière St. James et St. John            | Téléverser                                | Miramichi                   | 555, route King George                      | 47.00283 -65.56815 | 8372  | 1830                 | LHL         | 2004 |        |
| P     | Église unie St. James et St. John                         | Téléverser                                | Miramichi                   | 556, route King George                      | 47.00226 -65.56764 | 7737  | 1830 (vers)          | LPP         | 2004 | [ 16 ] |
| L     | England's Hollow                                          | Téléverser                                | Miramichi                   | Rue Lower Water                             | 47.04128 -65.46013 | 12091 |                      | LHL         | 2008 |        |
| L     | Ferme Connell                                             | Téléverser                                | Miramichi                   | 47, chemin Nowlanville                      | 46.94403 -65.52258 | 8940  | 1860 (vers)          | LHL         | 2007 |        |
| L     | French Fort Cove                                          | Téléverser                                | Miramichi                   | Route King George                           | 47.01932 -65.55096 | 8073  |                      | LHL         | 2006 |        |
| L     | Gare de Chatham                                           | Téléverser                                | Miramichi                   | 4, avenue Johnson                           | 47.02933 -65.47159 | 5586  | 1912                 | LHL         | 2005 | [ 8 ]  |
| F     | Hôpital de la Marine                                      | Hôpital de la Marine                      | Derby                       | 12, rue Vye                                 | 47.0222 -65.5116   | 11707 | 1831                 | LHN         | 1989 | [ 17 ] |
| L     | Hôpital de la marine                                      | Hôpital de la marine                      | Miramichi                   | 12, rue Vye                                 | 47.0222 -65.5102   | 5515  | 1831                 | LHL         | 2006 | [ 18 ] |
| P     | Hôpital Marin (Seamans')                                  | Hôpital Marin (Seamans')                  | Miramichi                   | 320, rue McKenzie                           | 47.02203 -65.51019 | 2398  | 1831                 | LPP         | 1992 | [ 19 ] |
| L     | Hôpital Middle Island                                     | Téléverser                                | Miramichi                   | 34, rue Manse                               | 47.06923 -65.38488 | 5571  | 1873                 | LHL         | 2005 |        |
| L     | Hôtel Bremner                                             | Téléverser                                | Miramichi                   | 2460, rue Water                             | 47.05248 -65.44414 | 5628  | 1824 (vers)          | LHL         | 2005 |        |
| P     | Île Middle                                                | Téléverser                                | Miramichi                   | 333, rue Water                              | 47.05134 -65.45318 | 5908  |                      | LPP         | 1994 |        |
| L     | Immeuble Commercial (Miramichi)                           | Téléverser                                | Miramichi                   | 1759, rue Water                             | 47.03032 -65.46997 | 8032  | 1838 (vers)          | LHL         | 2006 | [ 8 ]  |
| L     | Immeuble Creaghan                                         | Téléverser                                | Miramichi                   | 122, boulevard Newcastle                    | 47.00184 -65.56478 | 9010  | 1924                 | LHL         | 2006 |        |
| L     | Immeuble Elkin                                            | Téléverser                                | Miramichi                   | 1753, rue Water                             | 47.03013 -65.47014 | 12090 | 1902                 | LHL         | 2008 | [ 8 ]  |
| L     | Immeuble Hocken                                           | Téléverser                                | Miramichi                   | 1781, rue Water                             | 47.03059 -65.46963 | 12084 | 1892                 | LHL         | 2008 | [ 8 ]  |
| L     | Institut des mécaniciens                                  | Téléverser                                | Miramichi                   | 562, route King George                      | 47.0029 -65.56751  | 5414  | 1850                 | LHL         | 2005 |        |
| L     | Magasin Brander                                           | Téléverser                                | Miramichi                   | 136, boulevard Newcastle                    | 47.00213 -65.56498 | 8035  | 1872 (vers)          | LHL         | 2006 |        |
| L     | Magasin O'Brien's                                         | Téléverser                                | Miramichi                   | 71, promenade St. Patrick's                 | 46.98198 -65.55461 | 5338  |                      | LHL         | 2004 |        |
| L     | Maison Argyle                                             | Téléverser                                | Miramichi                   | 1729, rue Water                             | 47.02984 -65.47058 | 9407  | 1843 (vers)          | LHL         | 2007 | [ 8 ]  |
| P     | Maison Beaverbrook                                        | Téléverser                                | Miramichi                   | 518, route King George                      | 47.00007 -65.56856 | 6225  | 1877                 | LPP         | 1993 | [ 20 ] |
| L     | Maison Beaverbrook                                        | Téléverser                                | Miramichi                   | 518, route King George                      | 47 -65.56889       | 8840  | 1877                 | LHL         | 2005 | [ 21 ] |
| L     | Maison Blake                                              | Téléverser                                | Miramichi                   | 4424, rue Water                             | 47.07188 -65.37986 | 5513  | 1834 (vers)          | LHL         | 2005 |        |
| L     | Maison Brander                                            | Téléverser                                | Miramichi                   | 541, route King George                      | 47.00178 -65.56847 | 5562  | 1826                 | LHL         | 2005 |        |
| L     | Maison Canada                                             | Téléverser                                | Miramichi                   | 1688, rue Water                             | 47.02849 -65.47039 | 8036  | 1866                 | LHL         | 2006 | [ 8 ]  |
| L     | Maison Carvell                                            | Téléverser                                | Miramichi                   | 148 rue Duke                                | 47.02977 -65.46836 | 5241  | 1915                 | LHL         | 2005 |        |
| L     | Maison Carvell                                            | Téléverser                                | Miramichi                   | 1815-1817, rue Water                        | 47.03121 -65.46897 | 8879  | 1896 (vers)          | LHL         | 2006 | [ 8 ]  |
| L     | Maison Connell                                            | Téléverser                                | Miramichi                   | 1820, rue Water                             | 47.03137 -65.46818 | 12083 | 1910                 | LHL         | 2008 | [ 8 ]  |
| L     | Maison Daigle                                             | Téléverser                                | Miramichi                   | 2, chemin Sutton                            | 46.98238 -65.55414 | 8911  | 1910 (vers)          | LHL         | 2007 |        |
| L     | Maison David Anderson                                     | Téléverser                                | Miramichi                   | 2155, route King George                     | 47.02278 -65.51342 | 6157  | 1909                 | LHL         | 2005 |        |
| L     | Maison Griffin                                            | Téléverser                                | Miramichi                   | 59, rue Henderson                           | 47.02873 -65.46426 | 12082 | 1868 (vers)          | LHL         | 2008 |        |
| L     | Maison Henderson                                          | Téléverser                                | Miramichi                   | 40, rue Henderson                           | 47.06923 -65.38488 | 8892  | 1876 (vers)          | LHL         | 2005 |        |
| L     | Maison Hickson                                            | Téléverser                                | Miramichi                   | 133, rue Pleasant                           | 46.99683 -65.56929 | 5350  | 1877                 | LHL         | 2005 |        |
| L     | Résidence John Johnston                                   | Téléverser                                | Miramichi                   | 1827, rue Water                             | 47.03144 -65.46876 | 8867  | 1864 (vers)          | LHL         | 2006 | [ 8 ]  |
| L     | Maison John McDonald                                      | Téléverser                                | Miramichi                   | 47, rue King                                | 47.03014 -65.46338 | 2689  |                      | LHL         | 2004 |        |
| P     | Maison John T. Williston                                  | Téléverser                                | Miramichi                   | 1696, rue Water                             | 47.02912 -65.47073 | 5730  | 1824                 | LPP         | 1999 | ,      |
| L     | Maison John T. Williston                                  | Téléverser                                | Miramichi                   | 1696, rue Water                             | 47.02913 -65.47076 | 5517  | 1824                 | LHL         | 2005 | ,      |
| L     | Maison John Wyse                                          | Téléverser                                | Miramichi                   | 77, promenade Shore                         | 47.02311 -65.50493 | 5548  | 1820 (vers)          | LHL         | 2005 |        |
| L     | Maison Mac O'Brien                                        | Téléverser                                | Miramichi                   | 62, promenade St. Patrick's                 | 46.98173 -65.55413 | 5393  |                      | LHL         | 2004 |        |
| L     | Maison Miller                                             | Téléverser                                | Miramichi                   | 125, rue Pleasant                           | 46.99663 -65.56965 | 2951  | 1904                 | LHL         | 2004 |        |
| L     | Maison Murray                                             | Téléverser                                | Miramichi                   | Ruelle Norton                               | 47.00482 -65.56414 | 2659  | 1826                 | LHL         | 2004 |        |
| P     | Maison Peters                                             | Téléverser                                | Miramichi                   | 930, rue Water                              | 47.01277 -65.51591 | 3283  | 1825                 | LPP         | 1984 | [ 24 ] |
| L     | Maison Peters                                             | Téléverser                                | Miramichi                   | 930, rue Water                              | 47.01277 -65.51591 | 4883  | 1825                 | LHL         | 2005 | [ 25 ] |
| L     | Maison Ritchie                                            | Téléverser                                | Miramichi                   | 683, route King George                      | 47.00745 -65.56557 | 4909  | 1881                 | LHL         | 2004 |        |
| L     | Maison Sullivan                                           | Téléverser                                | Miramichi                   | 2180, route King George                     | 47.02255 -65.51232 | 5613  | 1820 (vers)          | LHL         | 2005 |        |
| L     | Maison Stables                                            | Téléverser                                | Miramichi                   | 521, route King George                      | 47.00092 -65.56907 | 12076 | 1906 (vers)          | LHL         | 2008 |        |
| L     | Maison Stothart                                           | Téléverser                                | Miramichi                   | 561, route King George                      | 47.00318 -65.5678  | 12068 | 1920                 | LHL         | 2008 |        |
| L     | Maison Thomas Phelan                                      | Téléverser                                | Miramichi                   | 12, rue Phelan                              | 47.03194 -65.46037 | 8034  | 1910 (vers)          | LHL         | 2005 |        |
| L     | Maison Thomas Vondy                                       | Téléverser                                | Miramichi                   | 199, rue Wellington                         | 47.03080 -65.46556 | 8894  | 1860 (vers)          | LHL         | 2007 |        |
| L     | Maison Thyrza Murdock                                     | Téléverser                                | Miramichi                   | 4262, rue Water                             | 47.07071 -65.39009 | 9412  | 1854 (vers)          | LHL         | 2007 |        |
| L     | Maison William Anderson                                   | Téléverser                                | Miramichi                   | 57, rue King                                | 47.02984 -65.46261 | 5412  | 1859 (vers)          | LHL         | 2005 |        |
| L     | Maison William Dolan                                      | Téléverser                                | Miramichi                   | 84, promenade St. Patrick's                 | 46.9847 -65.5539   | 5408  | 1910                 | LHL         | 2005 |        |
| L     | Maison William Merry                                      | Téléverser                                | Miramichi                   | 84, voie Norton's                           | 47.00685 -65.56287 | 8896  | 1854 et 1860 (entre) | LHL         | 2007 |        |
| L     | Maison Yorston                                            | Téléverser                                | Miramichi                   | 2059, route King George                     | 47.02279 -65.52303 | 12069 | 1881 (vers)          | LHL         | 2007 |        |
| L     | Manoir du Gouverneur                                      | Téléverser                                | Miramichi                   | 62, promenade St. Patrick's                 | 46.98170 -65.55409 | 8866  | 1880                 | LHL         | 2005 |        |
| L     | Musée d'histoire naturelle de Miramichi                   | Téléverser                                | Miramichi                   | 149, rue Wellington                         | 47.02808 -65.46946 | 5311  | 1909                 | LHL         | 2004 |        |
| L     | Musée St. Michael's                                       | Téléverser                                | Miramichi                   | 10, rue Howard                              | 47.02572 -65.46604 | 8066  | 1846                 | LHL         | 2006 | [ 26 ] |
| L     | Opera House                                               | Téléverser                                | Miramichi                   | 159, rue Pleasant                           | 46.99813 -65.56856 | 4866  | 1904                 | LHL         | 2005 |        |
| L     | Palais de justice du comté de Northumberland              | Téléverser                                | Miramichi                   | 599, route King George                      | 47.00440 -65.56710 | 5514  | 1913                 | LHL         | 2006 |        |
| L     | Parc Elm                                                  | Téléverser                                | Miramichi                   | Rue Henderson                               | 47.0305 -65.46664  | 8033  | 1883                 | LHL         | 2007 |        |
| L     | Parc Farrah's Corner                                      | Téléverser                                | Miramichi                   | Rue Water                                   | 47.03421 -65.46543 | 8895  | 1903                 | LHL         | 2007 |        |
| L     | Parc Queen Elizabeth                                      | Téléverser                                | Miramichi                   | Boulevard Newcastle                         | 47.00129 -65.56526 | 8876  |                      | LHL         | 2006 |        |
| L     | Place Buccleuch                                           | Téléverser                                | Miramichi                   | 25, rue Shirreff                            | 47.02922 -65.46395 | 5630  | 1864 (vers)          | LHL         | 2005 |        |
| L     | Propriété familiale Alex McKillop                         | Téléverser                                | Miramichi                   | 87, promenade Percy Kelly                   | 47.0243 -65.52119  | 8912  | 1850 (vers)          | LHL         | 2007 |        |
| P     | Quartier historique de la rue Water                       | Téléverser                                | Miramichi                   | Rue Water Rue Cunard                        | 47.02993 -65.47019 | 7736  |                      | LPP         | 1999 |        |
| L     | Résidence Alexander Robinson                              | Téléverser                                | Miramichi                   | 26, avenue University                       | 47.02758 -65.46925 | 5997  | 1896                 | LHL         | 2006 |        |
| L     | Résidence C. P. Hickey                                    | Téléverser                                | Miramichi                   | 24, avenue University                       | 47.02769 -65.46939 | 5461  | 1906                 | LHL         | 2005 |        |
| L     | Résidence Charles Morrissy                                | Téléverser                                | Miramichi                   | 119, rue Pleasant                           | 46.99633 -65.56958 | 8087  | 1908                 | LHL         | 2007 |        |
| L     | Résidence de la Dre DeOlloqui                             | Téléverser                                | Miramichi                   | 215, rue Regent                             | 47.00345 -65.56805 | 12067 | 1905                 | LHL         | 2008 |        |
| L     | Résidence de la sénatrice Anderson                        | Téléverser                                | Miramichi                   | 139, rue Pleasant                           | 46.99716 -65.56903 | 8909  | 1884                 | LHL         | 2005 |        |
| L     | Résidence Dr J. B. McKenzie                               | Téléverser                                | Miramichi                   | 4202, rue Water                             | 47.06943 -65.39323 | 5309  | 1907                 | LHL         | 2005 |        |
| L     | Résidence du maître de poste Wilson                       | Téléverser                                | Miramichi                   | 217, rue Wellington                         | 47.03193 -65.46388 | 8913  | 1870 (vers)          | LHL         | 2005 |        |
| L     | Résidence Frank Loggie                                    | Téléverser                                | Miramichi                   | 4420, rue Water                             | 47.07188 -65.38035 | 7271  | 1890 et 1899 (entre) | LHL         | 2005 |        |
| L     | Résidence George Blair                                    | Téléverser                                | Miramichi                   | 186, rue Wellington                         | 47.0296 -65.46652  | 8031  |                      | LHL         | 2007 |        |
| L     | Résidence J. Y. Mercereau                                 | Téléverser                                | Miramichi                   | 52, rue Howard                              | 47.02887 -65.46248 | 5585  | 1882 (vers)          | LHL         | 2005 |        |
| L     | Résidence Père Murdoch                                    | Téléverser                                | Miramichi                   | 51, avenue University                       | 47.02618 -65.46712 | 8878  | 1878                 | LHL         | 2007 |        |
| L     | Résidence W. G. Loggie                                    | Téléverser                                | Miramichi                   | 33, rue Manse                               | 47.06922 -65.38488 | 8037  | 1899                 | LHL         | 2005 |        |
| L     | Résidence W. R. Gould                                     | Téléverser                                | Miramichi                   | 196, rue Wellington                         | 47.03043 -65.46537 | 5590  | 1895                 | LHL         | 2005 |        |
| L     | Résidence William J. Loggie                               | Téléverser                                | Miramichi                   | 31, rue Manse                               | 47.06933 -65.38507 | 8852  | 1831                 | LHL         | 2006 |        |
| L     | Salle St. Luke                                            | Téléverser                                | Miramichi                   | 18, rue McCurdy                             | 47.02873 -65.46658 | 8960  | 1913                 | LHL         | 2006 |        |
| L     | Salles des machines                                       | Téléverser                                | Miramichi                   | 154-156, rue Mitchell                       | 46.99623 -65.56694 | 8849  | 1902                 | LHL         | 2005 |        |
| L     | Salon de barbier Breau                                    | Téléverser                                | Miramichi                   | 18, rue Cunard                              | 47.0295 -65.47023  | 8825  | 1885 (vers)          | LHL         | 2006 | [ 8 ]  |
| L     | Serre-jardin d'hiver et installation de chauffage O'Brien | Téléverser                                | Miramichi                   | 62, promenade St. Patrick's                 | 46.98171 -65.55394 | 5360  | 1944                 | LHL         | 2004 |        |
| L     | Station de pompage de Morrison Cove                       | Téléverser                                | Miramichi                   | 1150, rue Water                             | 47.01426 -65.49857 | 5560  | 1901                 | LHL         | 2005 |        |
| L     | Sunnyside                                                 | Téléverser                                | Miramichi                   | 65, rue Henderson                           | 47.0286 -65.46352  | 2896  |                      | LHL         | 2004 |        |
| L     | Villa Wellington                                          | Téléverser                                | Miramichi                   | 206, rue Wellington                         | 47.03083 -65.46457 | 5496  | 1867 (vers)          | LHL         | 2005 |        |
| P     | Lieu patrimonial Otho-Robichaud                           | Téléverser                                | Néguac                      | 17, rue Otho                                | 47.24982 -65.07434 | 10000 |                      | LPP         | 1994 |        |
| F     | Ancien phare                                              | Téléverser                                | Néguac                      |                                             | 47.2643 -65.0527   | 13044 | 1873                 | ÉFP reconnu | 2006 |        |
| P     | Église Saint Peter’s and Saint Paul’s                     | Téléverser                                | Oak Point-Bartibog Bridge   | 5, rue Bartibog Church                      | 47.09062 -65.34878 | 2593  |                      | LPP         | 1981 |        |
| L     | Boutique Mode Elle                                        | Téléverser                                | Rogersville                 | 11081, rue Principale                       | 46.72931 -65.42455 | 8396  | 1900 et 1910 (entre) | LHL         | 2007 |        |
| L     | Centre Gérard Raymond                                     | Téléverser                                | Rogersville                 | 11101, rue Principale                       | 46.73108 -65.42584 | 8397  | 1905                 | LHL         | 2007 |        |
| L     | Église Saint-François-de-Sales                            | Téléverser                                | Rogersville                 | 11113, rue Principale                       | 46.73225 -65.42686 | 8406  | 1888                 | LHL         | 2007 |        |
| P     | Le Monument Notre Dame de l'Assomption                    | Téléverser                                | Rogersville                 | Route 126                                   | 46.73269 -65.42448 | 1567  | 1912                 | LPP         | 1985 |        |
| L     | Presbytère de Rogersville                                 | Téléverser                                | Rogersville                 | 11111, rue Principale                       | 46.73204 -65.4267  | 8407  | 1903                 | LHL         | 2007 |        |
| L     | Terrain du pique-nique                                    | Téléverser                                | Rogersville                 | 11111, rue Principale                       | 46.73176 -65.42628 | 8410  | 1888 (vers)          | LHL         | 2007 |        |
| F     | Écloserie de Miramichi, RR1                               | Téléverser                                | Southesk                    | 477, route 420                              | 46.95556 -65.65    | 10479 | 1907                 | ÉFP reconnu | 1994 |        |
| L     | Cabane Henry Braithwaite                                  | Téléverser                                | Upper Miramichi             | 6342, route 8                               | 46.46741 -66.39674 | 14042 | 1900 (vers)          | LHL         | 2009 |        |
| L     | Cimetière Fairley-Porter                                  | Téléverser                                | Upper Miramichi             | 8, allée Harris                             | 46.45488 -66.42828 | 14045 |                      | LHL         | 2009 |        |
| L     | École Carroll's Crossing                                  | Téléverser                                | Upper Miramichi             | 468, chemin Carroll's Crossing              | 46.52114 -66.2403  | 14064 | 1876 (vers)          | LHL         | 2009 |        |
| L     | Église anglicane St. James the Greater                    | Église anglicane St. James the Greater    | Upper Miramichi             | 6959, route 8                               | 46.49493 -66.32772 | 13927 | 1887                 | LHL         | 2009 |        |
| L     | Église unie de Boiestown                                  | Église unie de Boiestown                  | Upper Miramichi             | 3571, route 625                             | 46.45601 -66.42049 | 14062 | 1868                 | LHL         | 2009 |        |
| L     | Hôtel MacMillan                                           | Téléverser                                | Upper Miramichi             | 6180, route 8                               | 46.4581 -66.41254  | 14061 | 1885                 | LHL         | 2009 |        |
| L     | Magasin W. A. Campbell                                    | Téléverser                                | Upper Miramichi             | 6152, route 8                               | 46.45684 -66.41608 | 13981 | 1870 (vers)          | LHL         | 2009 |        |
| L     | Maison W. R. McCloskey                                    | Téléverser                                | Upper Miramichi             | 6158, route 8                               | 46.45715 -66.41511 | 14044 | 1904 (vers)          | LHL         | 2009 |        |
| L     | Propriété Aaron Hovey fils                                | Téléverser                                | Upper Miramichi             | 6901, route 8                               | 46.49371 -66.33557 | 13982 | 1823 (vers)          | LHL         | 2009 |        |
| L     | Presbytère méthodiste                                     | Téléverser                                | Upper Miramichi             | 3505, route 625                             | 46.45308 -66.42914 | 13925 | 1875 (vers)          | LHL         | 2009 |        |
| L     | Résidence Chris Whalen                                    | Téléverser                                | Upper Miramichi             | 6192, route 8                               | 46.45834 -66.41133 | 14065 | 1865 (vers)          | LHL         | 2009 |        |
| L     | Résidence William Richards                                | Téléverser                                | Upper Miramichi             | 6166, route 8                               | 46.4574 -66.41435  | 13924 | 1891                 | LHL         | 2009 |        |